# Pierre-Charles de Villeneuve

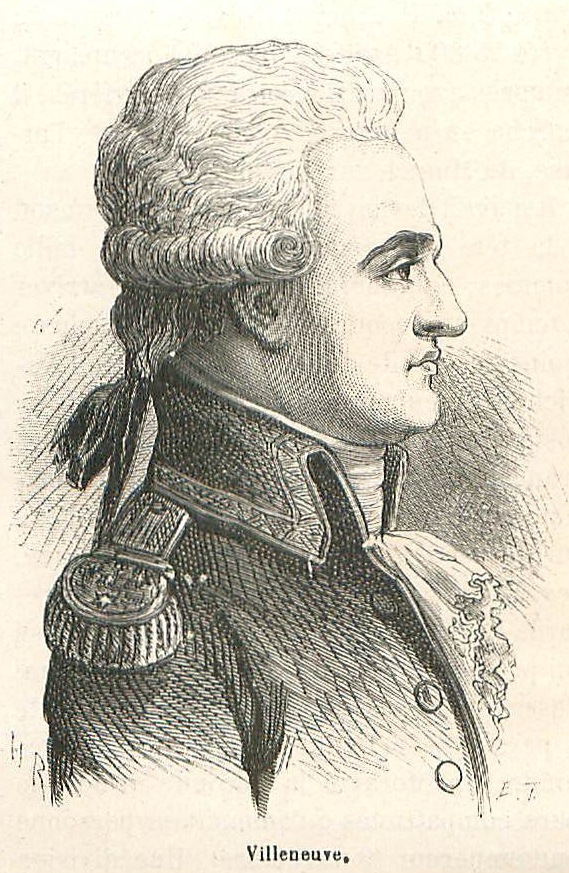
Pierre-Charles de Villeneuve, samtida porträtt

Pierre-Charles de Villeneuve, född 31 december 1763, död 22 april 1806, var ett franskt sjöbefäl (amiral) under napoleonkrigen. Ursprungligen kom han från en adlig släkt, men vid tiden för den franska revolutionen sympatiserade han med de idéer den stod för och tog då bort de från sitt namn. Han hade befäl över skeppet Guillaume Tell under slaget vid Nilen och i slaget vid Trafalgar hade han avancerat till att ha befäl över hela den fransk-spanska flottan som där besegrades av den brittiska flottan under amiral Horatio Nelson. Villeneuve tillfångatogs och sändes till England, men frigavs senare. Han återvände 1806 till Frankrike, och försökte förgäves återinträda i fransk tjänst. Den 22 april återfanns han död på Hotel de la Patrie i Rennes med sex knivhugg i bröstkorgen, vilket bedömdes vara självmord.